# How Caple
How Caple – wieś i civil parish w Anglii, w hrabstwie Herefordshire. W 2011 civil parish liczyła 118 mieszkańców. How Caple jest wspomniana w Domesday Book (1086) jako Capel.